# Lato przyjaźni
Lato przyjaźni (ang. Standing Up) – amerykański film familijny z 2013 roku w reżyserii Daniela Caruso.

## Fabuła
Howie (Chandler Canterbury) i Grace (Annalise Basso) uczestniczą w letnim spływie kajakowym. Oboje zostają wytypowani do upokarzającego obozowego rytuału. Nastolatki postanawiają się zbuntować i uciec okrutnym rówieśnikom. Tak rozpoczyna się ich letnia przygoda i wielka przyjaźń.

## Obsada
- Annalise Basso jako Shadow „Grace” Golden
- Chandler Canterbury jako Howie
- Radha Mitchell jako Meg, mama Grace
- Val Kilmer jako szeryf Hofstadder
- Kate Maberly jako Margo Cutter
- Judd Lormand jako pan Hendricks
- Viviana Chavez jako pani Chavez
- Justin Tinucci jako Butch

i inni